# قانون المصايد المستدامة لعام 1996
قانون المصايد المستدامة لعام 1996 هو تعديل لقانون ماغنوسون ستيفنز للحفاظ على مصايد الأسماك وإدارتها، وهو قانون يحكم إدارة مصايد الأسماك البحرية في الولايات المتحدة. تم إجراء تعديل رئيسي آخر على هذا التشريع في وقت لاحق بموجب قانون ماغنوسون ستيفنز لإعادة ترخيص حفظ وإدارة مصايد الأسماك لعام 2006. تم سن لتعديل لتعديل القانون المتقادم لعام 1976. وشمل التعديل تغييرات في الغرض من القانون، والتعريفات والتعريفات الدولية والشؤون، فضلا عن العديد من التغييرات الصغيرة.
تمت الموافقة على مشروع قانون مجلس الشيوخ الأمريكي رقم S. 39 من خلال الجلسة 104 للكونجرس الأمريكي وتم إصداره ليصبح قانونًا من قبل الرئيس الثاني والأربعين للولايات المتحدة بيل كلينتون في 11 أكتوبر 1996.